# Louise Brohée
Pour les articles homonymes, voir Brohée.
Louise Brohée-Roland, née le 11 mai 1875 à Strépy-Bracquegnies, et morte en 1939 à Cheratte, est une peintre belge.  

## Biographie
Louise Brohée est née le 11 mai 1875 à Strépy-Bracquegnies. Son père est Louis Brohée (1830-), un ingénieur des charbonnages, et sa mère Adeline Dupuis.
Elle étudie d'abord à Mons auprès de Cécile Drouart avec qui elle restera amie. Elle se rend ensuite à Bruxelles pour suivre le cours de Blanc-Garin avant de s'inscrire à l’Académie royale des Beaux-Arts de Bruxelles.
Au Prix de Rome en 1904, elle fait partie des six candidats admis à l'épreuve finale,. Elle est la première femme belge admise à cette étape du concours.
Le  29 décembre 1908, elle épouse à Uccle, Armand Roland.Lorsque Armand Roland est nommé directeur du charbonnage , le couple emménage au château de Cheratte , rue de Visé, en novembre 1921. Ils y resteront jusqu'à leur mort.
Elle signe alors ses tableaux L. Roland-Brohée.
Elle participe à diverses expositions : La Louvière, Tournai, Mons, au Salon triennal des Beaux-Arts à bruxelles en 1903 ou encore celles du Sillon dont elle est un des principaux membres. Elle n'expose plus après 1914.
Elle peint surtout des portraits de femmes mais aussi des natures mortes et des paysages. À partir de 1910, ses couleurs deviennent plus tranchées, appliquées par larges touches.
Une rétrospective de ses oeuvres est organisée en 1927 par plusieurs de ses amis, dont les peintres Armand Rassenfosse et Constant Montald.
Elle meurt en 1939 au château de Cheratte et y est enterrée avec son mari, décédé le 23 février 1941, dans le vieux cimetière.
Les nouveaux occupants du château donnent à des connaissances certains des tableaux  de Louise Brohée  restés dans les  greniers  du  château, par exemple à Juliette Deby qui, enfant, avait servi de modèle à Louise Brohée. Jean François Hulin, le dernier directeur du charbonnage à résider au château de Cheratte, rachète toutes les œuvres restantes de Louise Brohée.
Ses œuvres se trouvent régulièrement dans les salles de vente.